# 230
سنة 230 م (بالأرقام الرومانية: CCXXX) كانت سنة بسيطة تبدأ يوم الجمعة (الرابط يظهر نموذج الجدول الزمني الكامل للسنة) من التقويم اليولياني. بدأت تسمية السنة ب230 منذ العصور الوسطى المبكرة، عندما أصبح تقويم أنو دوميني هو الأسلوب السائد في أوروبا لتسمية السنوات.

## مواليد
- ماركوس أوريليوس كاروس

## وفيات
- أوربان الأول
- القديسة سيزيليا قديسة رومانية